# 交響曲第1番 (ハイドン)
交響曲第1番 ニ長調 Hob. I:1 は、フランツ・ヨーゼフ・ハイドンが作曲した交響曲。伝承によればハイドンが最初に作曲した交響曲であり、1757年頃の作品と推定されている。

## 概要
これがハイドンの書いた最初の交響曲であるという証拠はない。これ以前に交響曲あるいはSinfoniaが存在したと考えられている。
19世紀はじめのハイドン伝の作者であるグリージンガーは、ハイドン本人の記憶にもとづいて、本曲をボヘミアのモルツィン伯爵に仕えていた時期のハイドンが最初に作曲した交響曲とした。ハイドンがモルツィン伯爵に仕えたのは1759年とされていたが、その後チェコのチェスキー・クルムロフで交響曲第37番の1758年の筆写譜が発見されたためにこの説に疑問が持たれるようになった。最近ではモルツィン伯爵に仕えるようになった年を引き上げ、交響曲第1番や交響曲第37番の作曲年を1757年ごろとする説が有力になっている。
自筆楽譜は残っていないが、フュルンベルク・コレクションに信頼性の高い筆写譜が残っており、このコレクションの同じグループに属する他の交響曲（第2番、第4番、第5番、第10番、第11番、第18番、第27番、第32番、第33番、第37番、交響曲『A』（第107番））はすべてモルツィン伯爵に仕えていた時代（1757年から1760年頃）の作品とされる。
後の時代のハイドンの交響曲はほとんどが4楽章であるが、初期の交響曲では急-緩-急（または急-緩-メヌエット）の3楽章形式が多く、とくにモルツィン家時代にはその方が普通だった（第1番、第2番、第4番、第9番、第10番、第12番、第16番、第17番、第19番、第27番、交響曲『A』（第107番）。初期以外では第26番と第30番のみ。なお、この形式以外の3楽章の交響曲には第18番と第25番がある）。これらの交響曲の多くは第2楽章がアンダンテで弦楽器のみで演奏され、第3楽章は通常8分の3拍子になる。

## 編成
オーボエ2、ホルン2、第1ヴァイオリン、第2ヴァイオリン、ヴィオラ、低音（チェロ、ファゴット、コントラバス）。
H.C.ロビンス・ランドンは1960年代の交響曲全集において、第1番から第49番の交響曲の「低音」にはチェロとコントラバス以外にファゴットを加え、また40番までの交響曲とそれ以降のいくつかの初期の交響曲はチェンバロによる通奏低音が必要と考えた。しかし現代のハイドン学者は、ハイドンの交響曲にはチェンバロによる通奏低音は存在しなかったと考えている。上記の低音の構成はランドンに従ったもので、エステルハージ家時代の音楽では適当と思われるが、モルツィン家の楽団構成は不明である。

## 曲の構成
初期のハイドンに多い3楽章形式を持つ。演奏時間は約13分。
- 第1楽章 プレスト
ニ長調、4分の4拍子、ソナタ形式。
お使いのブラウザーでは、音声再生がサポートされていません。音声ファイルをダウンロードをお試しください。
第1主題は音高を上げながらクレッシェンドを伴い、フォルテに至った後にホルンがファンファーレを鳴らす印象的なものである。このクレッシェンドについてランドンは「マンハイム・クレッシェンド」としたが、ジェームズ・ウェブスターによると長い時間をかけて大きくなるマンハイム・クレッシェンドとは異なっている[4]。ホルンのファンファーレはその後も要所要所に出現する。イ長調に転調した後、8分音符による第2主題が出る。その後いったんイ短調に転じた後、長調に戻って盛り上がる。
展開部は第2主題にもとづくが、ごく短く、派手なホルンのファンファーレにつづいて再現部にはいる。全体に提示部より縮められているが、主要なモチーフは再現されている。

- 第2楽章 アンダンテ
ト長調、4分の2拍子、ソナタ形式。
お使いのブラウザーでは、音声再生がサポートされていません。音声ファイルをダウンロードをお試しください。
当時のハイドンの他の交響曲と同様、緩徐楽章では編成が弦楽器のみになる。
主題は3連符ではじまり、第1ヴァイオリンと第2ヴァイオリンによる掛け合いが特徴的である。展開部と再現部がはっきり分かれていないが、再現部では提示部の冒頭から数えて10小節め以降が再現される。

- 第3楽章 フィナーレ：プレスト
ニ長調、8分の3拍子、ソナタ形式。
お使いのブラウザーでは、音声再生がサポートされていません。音声ファイルをダウンロードをお試しください。
上昇分散和音で始まる溌剌とした主題を持ち、単一主題的な単純な曲である。